# ستيف بينغهام
ستيف بينغهام (بالإنجليزية: Steve Bingham)‏ هو موسيقي وعازف قيثارة بريطاني، ولد في 4 أبريل 1949.